# Danh sách Huân chương, Huy chương, Danh hiệu Thái Lan
Huân, huy chương nhà nước Thái Lan trao tặng gồm huân chương và huy chương. Danh sách này liệt kê theo thứ bậc huân, huy chương.

## Huân chương Hoàng gia
Bậc Hoàng gia
| - Tốt lành nhất Huân chương Rajamitrabhorn - Vinh quang nhất Huân chương Hoàng gia Chakri - Cổ điển và Tốt lành Huân chương chín viên đá quý - Vinh quang nhất Huân chương Chula Chom Klao - Ratana Varabhorn Huân chương Merit - Vinh dự Huân chương Rama | - Tôn kính nhất Huân chương voi trắng - Cao quý nhất Huân chương Vương miện Thái - Khâm bội nhất Huân chương Direkgunabhorn - Huân chương Vallabhabhorn - Huân chương Biểu tượng Tốt lành Ramkeerati - Huân chương Vajira Mala |

Thứ bậc Huân chương
| Cuống                                                            | Danh hiệu                                                        | Viết tắt |
| ---------------------------------------------------------------- | ---------------------------------------------------------------- | -------- |
|                                                                  | Hiệp sĩ Tốt lành nhất Huân chương Rajamitrabhorn                 | KRM      |
|                                                                  | Hiệp sĩ Vinh quang nhất Huân chương Hoàng gia Chakri             | KC       |
|                                                                  | Hiệp sĩ Cổ điển và Tốt lành Huân chương chín viên đá quý         | KNG      |
|                                                                  | Hiệp sĩ Đại Ruy băng Vinh quang nhất Huân chương Chula Chom Klao | KGC      |
|                                                                  | Hiệp sĩ Ratana Varabhorn Huân chương Merit                       | KRV      |
|                                                                  | Hiệp sĩ Đại Thập tự Vinh quang nhất Huân chương Chula Chom Klao  | GCC      |
| Phu nhân Đại Thập tự Vinh quang nhất Huân chương Chula Chom Klao | GCC                                                              |          |
|                                                                  | "Senangapati", Hiệp sĩ Đại Tư lệnh Danh giá Huân chương Rama     | GCR      |
|                                                                  | Hiệp sĩ Đại ruy băng Tôn kính nhất Huân chương voi trắng         | GCE      |
|                                                                  | Hiệp sĩ Đại ruy băng Cao quý nhất Huân chương Vương miện Thái    | GCCT     |
|                                                                  | Hiệp sĩ Đại Thập tự Tôn kính nhất Huân chương voi trắng          | KCE      |
|                                                                  | Hiệp sĩ Đại Thập tự Cao quý nhất Huân chương Vương miện Thái     | KCCT     |
|                                                                  | Hiệp sĩ Đại Thập tự Khâm bội nhất Huân chương Direkgunabhorn     | KCD      |
|                                                                  | Hiệp sĩ Đại Tư lệnh Vinh quang nhất Huân chương Chula Chom Klao  | KGCC     |
| Phu nhân Đại Tư lệnh Vinh quang nhất Huân chương Chula Chom Klao | DGCC                                                             |          |
|                                                                  | "Maha Yodhin", Hiệp sĩ Tư lệnh Vinh dự Huân chương Rama          | KCR      |
|                                                                  | Hiệp sĩ Tư lệnh Tôn kính nhất Huân chương voi trắng              | KCE      |
|                                                                  | Hiệp sĩ Tư lệnh Cao quý nhất Huân chương Vương miện Thái         | KCCT     |
|                                                                  | Hiệp sĩ Tư lệnh Khâm bội nhất Huân chương Direkgunabhorn         | KCD      |
|                                                                  | Hiệp sĩ Tư lệnh Vinh quang nhất Huân chương Chula Chom Klao      | KCC      |
| Phu nhân Tư lệnh Vinh quang nhất Huân chương Chula Chom Klao     | DCC                                                              |          |
|                                                                  | "Yodhin", Sĩ quan Vinh dự Huân chương Rama                       | CR       |
|                                                                  | Thành viên Huân chương Vallabhabhorn                             | MVO      |
|                                                                  | Đại Danh dự Vinh quang nhất Huân chương Chula Chom Klao          | GOC      |
|                                                                  | "Asvin", Danh dự Vinh dự Huân chương Rama                        | CR       |
|                                                                  | Sĩ quan Tôn kính nhất Huân chương voi trắng                      | CE       |
|                                                                  | Sĩ quan Cao quý nhất Huân chương Vương miện Thái                 | CCT      |
|                                                                  | Sĩ quan Khâm bội nhất Huân chương Direkgunabhorn                 | CD       |
|                                                                  | Thành viên Huân chương Biểu tượng Tốt lành Ramkeerati            | MR       |
|                                                                  | Danh dự Vinh quang nhất Huân chương Chula Chom Klao              | OC       |
|                                                                  | Danh dự Tôn kính nhất Huân chương voi trắng                      | OE       |
|                                                                  | Danh dự Cao quý nhất Huân chương Vương miện Thái                 | OCT      |
|                                                                  | Danh dự Khâm bội nhất Huân chương Direkgunabhorn                 | OD       |
|                                                                  | Danh dự bậc thứ Vinh quang nhất Huân chương Chula Chom Klao      | JOC      |
|                                                                  | Thành viên Vinh quang nhất Huân chương Chula Chom Klao           | MC       |
|                                                                  | Thành viên Tôn kính nhất Huân chương voi trắng                   | ME       |
|                                                                  | Thành viên Cao quý nhất Huân chương Vương miện Thái              | MCT      |
|                                                                  | Thành viên Khâm bội nhất Huân chương Direkgunabhorn              | MD       |
|                                                                  | Thành viên Huân chương Vajira Mala                               | MVM      |

## Huy chương Hoàng gia

### Huy chương cho hành động dũng cảm
| Cuống | Danh hiệu                                                                      | Viết tắt |
| ----- | ------------------------------------------------------------------------------ | -------- |
|       | Thành viên Huy chương Rama Mala vì Hành động Dũng cảm Vinh dự Huân chương Rama |          |
|       | Thành viên Huy chương Rama Mala Vinh dự Huân chương Rama                       |          |
|       | Huy chương Dũng cảm Vành hoa                                                   |          |
|       | Huy chương Dũng cảm                                                            |          |
|       | Huy chương Chiến thắng - Đông Dương, với Vành hoa                              |          |
|       | Huy chương Chiến thắng - Đông Dương, với Ngọn lửa                              |          |
|       | Huy chương Chiến thắng - Đông Dương                                            |          |
|       | Huy chương Chiến thắng - Thế chiến II, với Vành hoa                            |          |
|       | Huy chương Chiến thắng - Thế chiến II, với Ngọn lửa                            |          |
|       | Huy chương Chiến thắng - Thế chiến II                                          |          |
|       | Huy chương Chiến thắng - Chiến tranh Triều Tiên, với Vành hoa                  |          |
|       | Huy chương Chiến thắng - Chiến tranh Triều Tiên, với Ngọn lửa                  |          |
|       | Huy chương Chiến thắng - Chiến tranh Triều Tiên                                |          |
|       | Huy chương Chiến thắng - Chiến tranh Việt Nam, với Vành hoa                    |          |
|       | Huy chương Chiến thắng - Chiến tranh Việt Nam, với Ngọn lửa                    |          |
|       | Huy chương Chiến thắng - Chiến tranh Việt Nam                                  |          |
|       | Huy chương Gìn giữ Tự do (Hạng nhất)                                           |          |
|       | Huy chương Gìn giữ Tự do (Hạng hai, Loại một)                                  |          |
|       | Rajaniyom - Huy chương vì Nhân dân Dũng cảm                                    |          |
|       | Huy chương Chiến dịch Cờ đen                                                   |          |
|       | Huy chương Chiến tranh Phật lịch 2461                                          |          |
|       | Bitaksa Rathadharmnun - Huy chương Gìn giữ Hiến pháp                           |          |
|       | Bitaksa Seri Chon - Huy chương Gìn giữ Tự do (Hạng hai, Loại hai)              |          |
|       | Santi Mala - Huy chương Yên tĩnh                                               |          |

### Huy chương phục vụ Quốc gia
| Cuống | Danh hiệu                                                                                      | Viết tắt            |
| ----- | ---------------------------------------------------------------------------------------------- | ------------------- |
|       | Dushdi Mala - Huy chương Xuất chúng trong Quân sự (Rajkarn Pandin)                             | D.M.M. (P)          |
|       | Dushdi Mala -Huy chương Xuất chúng trong Nghệ thuật và Khoa học (Silpa Vidhya)                 | D.M.M (S)           |
|       | Huy chương Phục vụ trong Nội địa (Đông Dương)                                                  | M.S.I. (Đông Dương) |
|       | Huy chương Phục vụ trong Nội địa (Châu Á)                                                      | M.S.I. (Châu Á)     |
|       | Huy chương Biên giới                                                                           | B.S.M.              |
|       | Huy chương Vàng (Hạng 6) Tôn kính nhất Huân chương voi trắng                                   | G.M.E.              |
|       | Huy chương Vàng (Hạng 6) Cao quý nhất Huân chương Vương miện Thái                              | G.M.CT.             |
|       | Huy chương Vàng (Hạng 6) Khâm bội nhất Huân chương Direkgunabhorn                              | G.M.D.              |
|       | Huy chương Bạc (Hạng 7) Tôn kính nhất Huân chương voi trắng                                    | S.M.E.              |
|       | Huy chương Bạc (Hạng 7) Cao quý nhất Huân chương Vương miện Thái                               | S.M.CT.             |
|       | Huy chương Bạc (Hạng 7) Khâm bội nhất Huân chương Direkgunabhorn                               | S.M.D.              |
|       | Huy chương Chakra Mala - Huy chương Phục vụ Thời gian dài và Đạo đức Tốt (Quân sự và Cảnh sát) | C.M.M               |
|       | Chakrabarti Mala Medal - Huy chương Phục vụ Thời gian dài và Đạo đức Tốt (Dân sự)              | C.B.M               |
|       | Huy chương Saratul Mala - Huy chương Lực lượng Tình nguyện (Hổ rừng)                           | S.M.M               |
|       | Huy chương Pushpa Mala - Huy chương phục vụ Khoa học                                           | P.M.M               |
|       | Hạng nhất Huy chương Tuyên dương Hướng đạo                                                     |                     |
|       | Hạng nhì Huy chương Tuyên dương Hướng đạo                                                      |                     |
|       | Hạng ba Huy chương Tuyên dương Hướng đạo                                                       |                     |
|       | Hạng nhất Huy chương Biểu dương Hướng đạo Vajira                                               |                     |
|       | Hạng nhì Huy chương Biểu dương Hướng đạo Vajira                                                |                     |
|       | Hạng ba Huy chương Biểu dương Hướng đạo Vajira                                                 |                     |
|       | Huy chương Hướng đạo Bền vững                                                                  |                     |

### Huy chương Phục vụ Hoàng gia
| Cuống | Danh hiệu                                          | Viết tắt |
| ----- | -------------------------------------------------- | -------- |
|       | Huy chương Vô giá Hoàng gia Vua Mongkut            |          |
|       | Huy chương Vô giá Hoàng gia Vua Chulalongkorn      |          |
|       | Huy chương Vô giá Hoàng gia Vua Vajiravudh         |          |
|       | Huy chương Vô giá Hoàng gia Vua Prajadhipok        |          |
|       | Huy chương Vô giá Hoàng gia Vua Ananda Mahidol     |          |
|       | Huy chương Vô giá Hoàng gia Vua Bhumibol Adulyadej |          |
|       | Huy chương Vô giá Hoàng gia Vua Vajiralongkorn     |          |
|       | Huy chương Triều đình Vua Chulalongkorn            |          |
|       | Huy chương Triều đình Vua Vajiravudh               |          |
|       | Huy chương Triều đình Vua Prajadhipok              |          |
|       | Huy chương Triều đình Vua Bhumibol Adulyadej       |          |
|       | Huy chương Triều đình Vua Vajiralongkorn           |          |

### Huy chương Tưởng niệm kỷ niệm
| Cuống | Danh hiệu | Viết tắt |
| ----- | --- | -------- |
|       | Satabarsa Mala, Huy chương kỷ niệm Trăm năm Rattanakosin                                                                                                 |          |
|       | Rachada Bhisek, Huy chương kỷ niệm Lễ mừng Bạc của H.M. Vua Chulalongkorn trị vì                                                                         |          |
|       | Huy chương Prabas Mala, Huy chương kỷ niệm Chuyến thăm cấp Nhà nước đến Châu Âu của H.M. Vua Chulalongkorn                                               |          |
|       | Huy chương Rajini, Huy chương kỷ niệm phong chức H.M. Hoàng hậu Saovabha Phongsri trih vì                                                                |          |
|       | Huy chương Dvidha Bhisek, Huy chương kỷ niệm sự lên ngôi của H.M. Vua Chulalongkorn cũng như lần thứ hai của H.M. Vua Phra Phutthaloetla Naphalai trị vì |          |
|       | Huy chương Rajamangala, Huy chương kỷ niệm sự lên ngôi của H.M. Vua Chulalongkorn cũng như H.M. Vua Ramathibodi II trị vì                                |          |
|       | Huy chương Rajamangala Bhisek, Huy chương kỷ niệm thời gian trị vì lâu dài của H.M. Vua Chulalongkorn                                                    |          |
|       | Huy chương Kỷ niệm vua Rama VI lên ngôi |          |
|       | Huy chương Kỷ niệm vua Rama VII lên ngôi |          |
|       | Huy chương Kỷ niệm vua Rama IX lên ngôi |          |
|       | Huy chương Chai, Huy chương kỷ niệm Chiến thắng trong Thế Chiến I                                                                                        |          |
|       | Huy chương kỷ niệm 150 năm Rattanakosin |          |
|       | Huy chương Nhân dịp thế kỷ thứ 25 của Đức Phật |          |
|       | Huy chương kỷ niệm Chuyến thăm cấp Nhà nước đến Mỹ và Châu Âu của H.M. Vua Bhumibol Adulyadej                                                            |          |
|       | Rachada Bhisek, Huy chương kỷ niệm Lễ mừng Bạc của H.M. Vua Bhumibol Adulyadej trị vì                                                                    |          |
|       | Huy chương kỷ niệm H.R.H. Hoàng tử Maha Vajiralongkorn phong chức Thái tử                                                                                |          |
|       | Huy chương Phục vụ Nhân dân Tự do |          |
|       | Huy chương kỷ niệm Đề bạt H.R.H. Công chúa Sirindhorn Debaratanasuda tước hiệu "H.R.H. Công chúa Maha Chakri Sirindhorn"                                 |          |
|       | Huy chương kỷ niệm 200 năm Rattanakosin |          |
|       | Huy chương kỷ niệm sinh nhật 50 năm H.M. Hoàng hậu Sirikit                                                                                               |          |
|       | Huy chương kỷ niệm 84 năm ngày sinh H.R.H. Somdej Phra Srinagarindra Boromarajajonani                                                                    |          |
|       | Huy chương kỷ niệm 60 năm ngày sinh H.M. King Bhumibol Adulyadej                                                                                         |          |
|       | Huy chương kỷ niệm Thời gian trị vì Ngai vàng lâu dài của H.M. Vua Bhumibol Adulyadej                                                                    |          |
|       | Huy chương kỷ niệm 60 năm ngày sinh của H.M. Hoàng hậu Sirikit                                                                                           |          |
|       | Huy chương kỷ niệm Lễ kỷ niệm Vàng H.M. Vua Bhumibol Adulyadej trị vì                                                                                    |          |
|       | Huy chương kỷ niệm 6 chu kỳ ngày sinh H.M. Vua Bhumibol Adulyadej                                                                                        |          |
|       | Huy chương kỷ niệm 72 năm ngày sinh H.M. Hoàng hậu Sirikit                                                                                               |          |
|       | Huy chương kỷ niệm 60 năm ngày lên ngôi của H.M. Vua Bhumibol Adulyadej                                                                                  |          |
|       | Huy chương kỷ niệm 7 chu kỳ ngày sinh H.M. Vua Bhumibol Adulyadej                                                                                        |          |
|       | Huy chương kỷ niệm 60 năm ngày sinh H.R.H. Hoàng Thái tử Maha Vajiralongkorn                                                                             |          |
|       | Huy chương kỷ niệm 60 năm ngày sinh H.R.H. Công chúa Maha Chakri Sirindhorn                                                                              |          |
|       | Huy chương kỷ niệm 84 năm ngày sinh H.M. Hoàng hậu Sirikit                                                                                               |          |
|       | Huy chương kỷ niệm Rama X lên ngôi |          |

### Huy chương Hội chữ thập đỏ Thái Lan
| Cuống | Danh hiệu                                                              | Viết tắt |
| ----- | ---------------------------------------------------------------------- | -------- |
|       | Hạng nhất (Huy chương Vàng) Huy chương Hội chữ thập đỏ Cảm kích        |          |
|       | Hạng hai (Huy chương Bạc) Huy chương Hội chữ thập đỏ Cảm kích          |          |
|       | Hạng ba (Huy chương Đồng) Huy chương Hội chữ thập đỏ Cảm kích          |          |
|       | Huy chương Hội chữ thập đỏ Xuất sắc                                    |          |
|       | Hạng đặc biệt (Huy chương Vàng) Huy chương Hội chữ thập đỏ Tuyên dương |          |
|       | Hạng nhất (Huy chương Bạc) Huy chương Hội chữ thập đỏ Tuyên dương      |          |
|       | Hạng hai (Huy chương Đồng) Huy chương Hội chữ thập đỏ Tuyên dương      |          |